# Каскадер

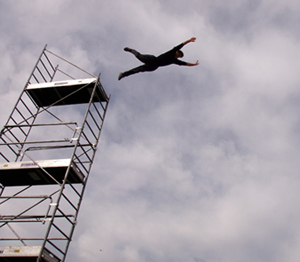
Стрибки

Каскадер (фр. cascadeur, англ. Stunts) — професія в кінематографі; виконавець складних і небезпечних трюків.

## Статус

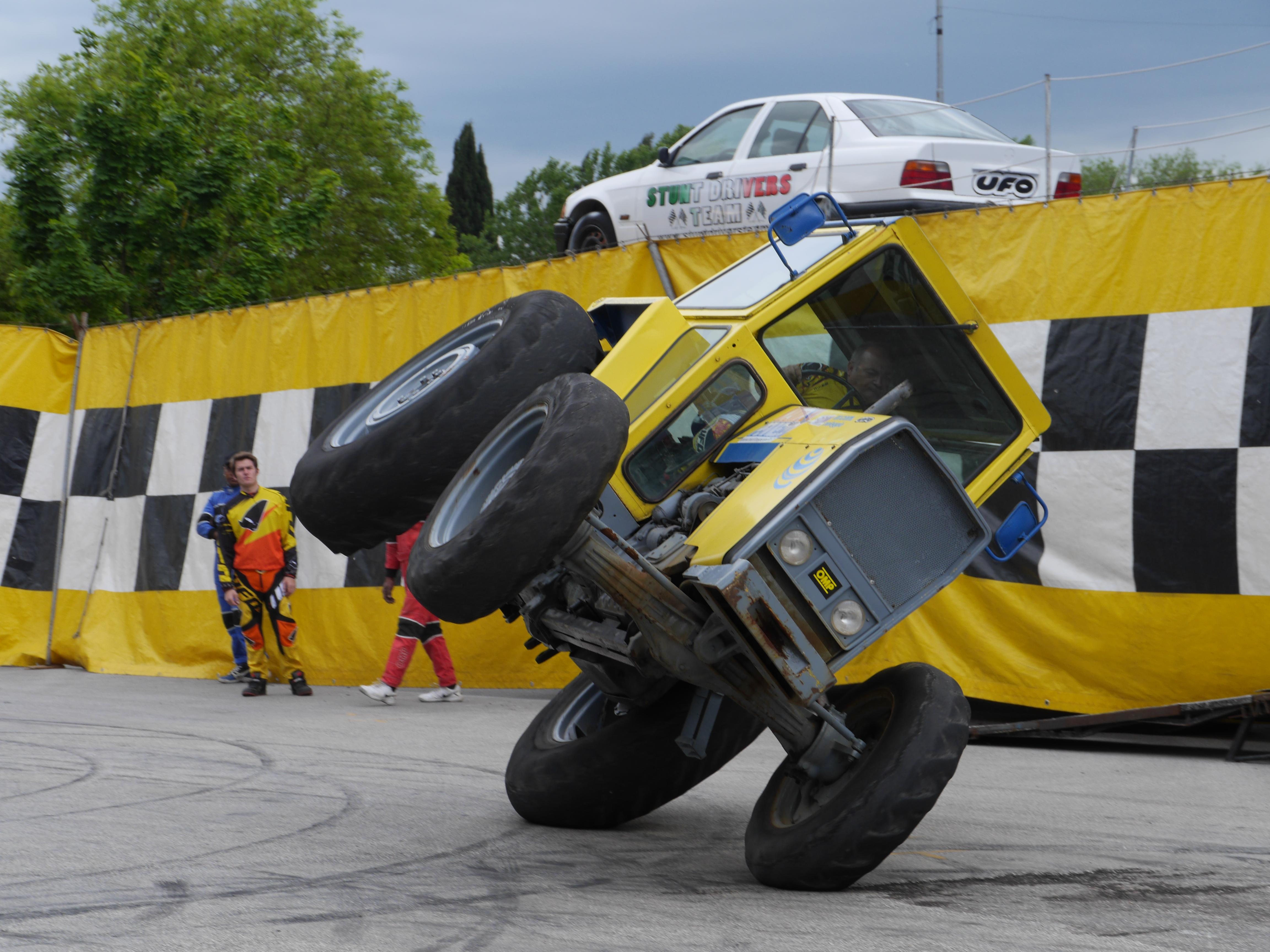
Автокаскадери

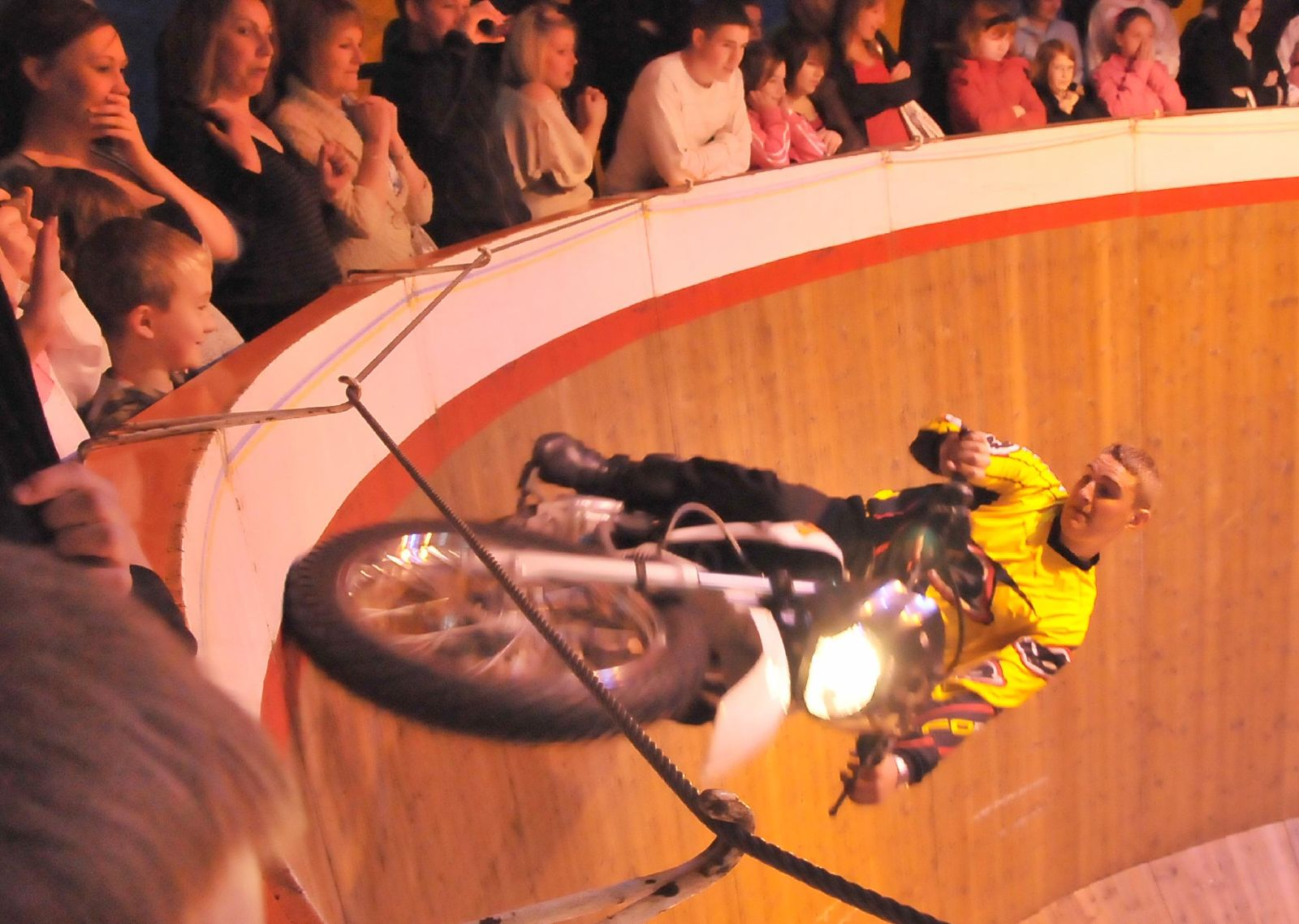
Мотокаскадер

Часто каскадери підміняють акторів в кадрі на час виконання трюків, але є актори, які самі виконують трюки і, отже, одночасно виконують і роботу каскадера. У разі «підміни» актора каскадером, для зйомок часто підбирається каскадер, схожий за статурою на актора; потім каскадера гримують під актора і під час виконання трюка його не знімають повним планом — так для глядача підміна актора каскадером залишається непомітною.

## Відомі каскадери
- Джекі Чан
- Саммо Хунг
- Єн Біяо
- Жан Маре
- Люк Айкінс

## Фільми про каскадерів
- Доказ смерті ( США 2007)
- "Каскадер" (2024)